# Parigné
Parigné település Franciaországban, Ille-et-Vilaine megyében. Lakosainak száma 1301 fő (2022. január 1.). Parigné Le Châtellier, Landéan, Lécousse, Louvigné-du-Désert, Saint-Germain-en-Coglès és Villamée községekkel határos.

## Népesség
A település népességének változása:
| Lakosok száma | 965  | 1046 | 1068 | 1257 | 1314 | 1322 | 1336 | 1331 | 1328 | 1301 |
|               | 1968 | 1982 | 1990 | 2006 | 2013 | 2015 | 2017 | 2019 | 2020 | 2022 |